# Dinton (Buckinghamshire)
Pour les articles homonymes, voir Dinton.
Dinton est un village du Buckinghamshire, en Angleterre.